# 馬克·菲利普西斯

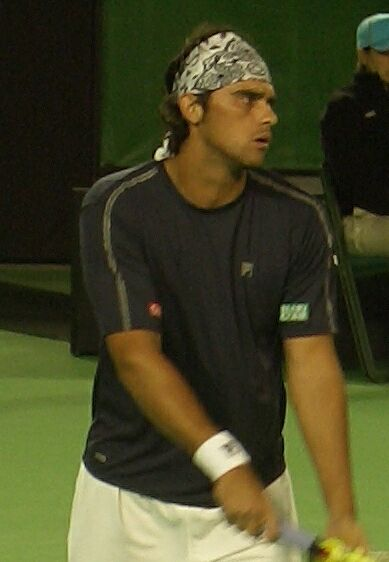
馬克·菲利普西斯

馬克·安東尼·菲利浦西斯（英語：Mark Anthony Philippoussis，1976年11月7日—），澳洲前职业网球运动员，现为网球教练及解说员，墨尔本人，具有希腊和意大利血统。以發球上網及ACE球為主，最高單打世界排名為第八。曾参加1996年、2000年和2004年三届夏季奥运会。

## 大满贯

### 男單亞軍（2）
| 年份 | 比賽     | 場地 | 決賽對手 | 對手國籍 | 勝方比分           |
| ---- | -------- | ---- | -------- | -------- | ------------------ |
| 1998 | 美网     | 硬地 |          | 澳大利亚 | 6-3, 3-6, 6-2, 6-0 |
| 2003 | 温布尔登 | 草地 | 费德勒   | 瑞士     | 7-65, 6-2, 7-63    |

## 外部連結
- 馬克·菲利普西斯（英文/西班牙文）的官方資料
- 馬克·菲利普西斯的國際網球總會 職業／青少年 官方資料（英文）
- 馬克·菲利普西斯的官方資料（英文）
- Mark Philippoussis – Player Profiles - Players and Rankings - News and Events - Tennis Australia （页面存档备份，存于） （英文）